# Красний Бор (Байкаловський район)
Кра́сний Бор (рос. Красный Бор) — селище у складі Байкаловського району Свердловської області. Входить до складу Баженовського сільського поселення.
Населення — 62 особи (2010, 77 у 2002).
Національний склад населення станом на 2002 рік: росіяни — 99 %.